# Jeď!
Jeď! (v anglickém originále Go) je román amerického spisovatele Johna Clellona Holmese, poprvé vydaný v roce 1952 jako vůbec první kniha zabývající se tématem Beat generation. Hlavní postavou je sám autor, v knize vystupující jako Paul Hobbes, a jeho první manželka Marian (Kathryn). Autor popisuje období let 1948 až 1950, kdy se stýkal s Allenem Ginsbergem (David Stofsky), Jackem Kerouacem (Gene Pasternak), Nealem Cassadym (Hart Kennedy) a dalšími lidmi, později proslavenými především díky Kerouacovým knihám. Naprostou většinu osob a událostí Holmes popisuje pravdivě. Český překlad Josefa Rauvolfa vyšel poprvé v roce 2016 v nakladatelství Argo.

## Postavy
Většina postav je inspirována skutečnými osobami:
| Paul Hobbes    | John Clellon Holmes                     |
| Marian Hobbes  | Kathryn Holmes                          |
| Gene Pasternak | Jack Kerouac                            |
| David Stofsky  | Allen Ginsberg                          |
| Hart Kennedy   | Neal Cassady                            |
| Will Dennison  | William Seward Burroughs (pouze zmínka) |
| Bill Agatson   | Bill Cannastra                          |
| Albert Ancke   | Herbert Huncke                          |
| Dinah          | LuAnne Henderson                        |
| Ed Schindel    | Al Hinkle                               |
| Arthur Ketcham | Edward Stringham                        |
| Janet Trimble  | Susan Lyndon                            |
| Peter Trimble  | Roger Lyndon                            |
| Daniel Verger  | Russell Durgin                          |
| Jack Waters    | Louis Simpson                           |